# 九龍巴士85K線
九龍巴士85K線是香港新界沙田區的一條日間巴士路線，來往恆安及沙田站。

## 歷史
- 1987年2月5日：路線投入服務，是馬鞍山區第一條行走巴士路線，由於當年的馬鞍山仍是地盤，所以初期主要是服務地盤工人，每30/45分鐘才一班車，以兩輛丹拿珍寶巴士行走。
- 1988年5月27日：增設平日繁忙時間輔助線85P，來往富安花園及沙田火車站，為九巴首條P字尾巴士路線。
- 1995年2月20日：85P改為早上繁忙時間服務。
- 1997年1月25日：改經近頌安邨一段西沙路。
- 1999年7月21日：加入空調巴士行走。
- 2000年8月28日：路線繞經錦泰苑，85P亦於同日停止服務。
- 2000年9月1日：由於當時錦泰苑之道路網還未算完善，行車路線十分迂迴，往沙田火車站方向暫不繞經錦泰苑。
- 2001年1月1日：配合寧泰路全面通車，路線再度繞經錦泰苑。
- 2011年9月25日：提升至全空調巴士服務，象徵馬鞍山新市鎮所有巴士路線已全線空調服務，同時亦是沙田區內最後一條巴士路線改為全空調服務，（同日還有對外路線81M及86）[2][3]。
- 2018年9月1日：來回程繞經恆耀街及恆泰路欣安邨，並於恆輝街錦鞍苑近玉鞍閣公園外（即欣安邨欣喜樓對面）增設往返中途站，亦取消上課日由富安花園開往沙田站的特別班次。[4]。
- 2021年4月4日：九巴調整車費，全程收費為$5.4

## 服務時間及班次
| 恆安開           | 恆安開      | 恆安開       | 沙田站開         | 沙田站開    | 沙田站開     |
| 日期             | 服務時間    | 班次（分鐘） | 日期             | 服務時間    | 班次（分鐘） |
| ---------------- | ----------- | ------------ | ---------------- | ----------- | ------------ |
| 星期一至五       | 05:30-06:10 | 20           | 星期一至五       | 05:45-08:45 | 20           |
| 星期一至五       | 06:10-06:55 | 15           | 星期一至五       | 08:45-10:00 | 25           |
| 星期一至五       | 06:55-07:20 | 12/13        | 星期一至五       | 10:00-15:00 | 20           |
| 星期一至五       | 07:20-08:05 | 15           | 星期一至五       | 15:00-17:00 | 12           |
| 星期一至五       | 08:05-13:05 | 20           | 星期一至五       | 17:00-20:00 | 15           |
| 星期一至五       | 13:05-14:05 | 15           | 星期一至五       | 20:00-22:40 | 20           |
| 星期一至五       | 14:05-15:45 | 20           | 星期一至五       | 22:40-00:45 | 25           |
| 星期一至五       | 15:45-18:00 | 15           |                  |             |              |
| 星期一至五       | 18:00-20:20 | 20           |                  |             |              |
| 星期一至五       | 20:20-00:05 | 25           |                  |             |              |
| 星期六           | 05:30-08:30 | 20           | 星期六           | 05:45-13:05 | 20           |
| 星期六           | 08:45       | 08:45        | 星期六           | 13:05-15:05 | 15           |
| 星期六           | 09:00-12:00 | 12           | 星期六           | 15:05-17:05 | 12           |
| 星期六           | 12:00-18:30 | 15           | 星期六           | 17:05-19:05 | 15           |
| 星期六           | 18:30-21:10 | 20           | 星期六           | 19:05-20:05 | 20           |
| 星期六           | 21:10-00:05 | 25           | 星期六           | 20:05-22:05 | 15           |
|                  |             |              | 星期六           | 22:05-00:35 | 25           |
| 星期日及公眾假期 | 05:30-09:50 | 20           | 星期日及公眾假期 | 05:45-12:00 | 25           |
| 星期日及公眾假期 | 09:50-17:50 | 15           | 星期日及公眾假期 | 12:00-14:40 | 20           |
| 星期日及公眾假期 | 17:50-21:10 | 20           | 星期日及公眾假期 | 14:40-20:55 | 15           |
| 星期日及公眾假期 | 21:10-00:05 | 25           | 星期日及公眾假期 | 20:55-22:55 | 20           |
|                  |             |              | 星期日及公眾假期 | 22:55-00:35 | 25           |

## 收費
全程：$5.6
- 富安花園住恆安：$4.8

| - 本線設有12歲以下小童及65歲或以上長者半價優惠。 - 65歲或以上香港居民使用「樂悠咭」，以及12歲以下合資格殘疾兒童使用「殘疾人士身份」個人八達通繳付車資，均可享有每程$2.0或半價（以較低者為準）的票價優惠；12至64歲合資格殘疾人士使用「殘疾人士身份」個人八達通（包括「樂悠咭」），以及60至64歲香港居民使用「樂悠咭」繳付車資，均可享有每程$2.0或全費（以較低者為準）的票價優惠。 - 65歲或以上長者如使用長者或一般個人八達通繳付車資，則只可享有半價優惠；12至64歲合資格殘疾人士如不使用「殘疾人士身份」個人八達通，以及60至64歲人士如不使用「樂悠咭」繳付車資，必須繳付全費。 - 乘客可以現金或八達通於上車時付款，不設找續。 - 每位成人乘客可免費攜帶最多兩名4歲以下而不佔座位的兒童乘客乘車，超額之4歲以下小童必須繳付小童車費乘車。 - 持有「九巴月票」之乘客在車票有效期內，每日可享最多10程任何九龍巴士及龍運巴士路線（包括本路線，以及聯營路線的九龍巴士／龍運巴士提供的班次；惟乘搭機場「A」及「NA」線則可享原價二七折優惠（不會計算每天10次合資格車程））；而B1線則每日可享最多各2程（不會計算每天10次合資格車程）。 - 九龍巴士、城巴、龍運巴士及陽光巴士全職員工及家屬（不包括外判職員）可免費乘搭本路線，惟必須拍職員或職員家屬八達通。 - 乘客亦可透過多元化電子支付系統（e度嘟）繳付車資，包括使用非接觸式VISA卡、JCB卡、萬事達卡、銀聯卡、美國運通、大來國際、Discover Card、Apple Pay、Google Pay、Samsung Pay、AlipayHK「易乘碼」、支付寶、WeChatHK／微信支付「搭車碼」、銀聯雲閃付「乘車碼」及BOC Pay「乘車碼」。乘客使用此付款方式，使用此支付方式的乘客可享有中途下車之分段收費，以及與其他九巴／龍運獨營路線或聯營線九巴／龍運班次之轉乘優惠，惟不適用於與非九巴／龍運路線之轉乘優惠，亦不能享有「公共交通費用補貼計劃」及「長者及合資格殘疾人士公共交通票價優惠計劃」。 |

### 八達通轉乘優惠
乘客登上本線後150分鐘內以同一張八達通卡轉乘以下路線，或從以下路線登車後150分鐘內以同一張八達通卡轉乘本線，次程可獲$4.2車資折扣優惠：
85K←→九龍區路線
- 85K往沙田站 → 84M、85X、86C、88往九龍
- 84M、85X、86C、88往沙田→ 85K往恆安

## 行車路線
恆安開經：恆錦街、恆康街、西沙路、迴旋處、恆輝街、恆耀街、恆泰路、恆輝街、迴旋處、恆輝街、寧泰路、保泰街、寧泰路、恆泰路、恆信街、富安花園巴士總站、恆信街、亞公角街、石門交匯處、大涌橋路、翠榕橋、源禾路、沙田鄉事會路及沙田車站圍。
沙田站開經：沙田車站圍、沙田鄉事會路、源禾路、翠榕橋、大涌橋路、石門交匯處、亞公角街、恆信街、富安花園巴士總站、恆信街、恆泰路、寧泰路、迴旋處、恆輝街、迴旋處、恆輝街、恆耀街、恆泰路、恆輝街、迴旋處、西沙路、恆康街及恆錦街。

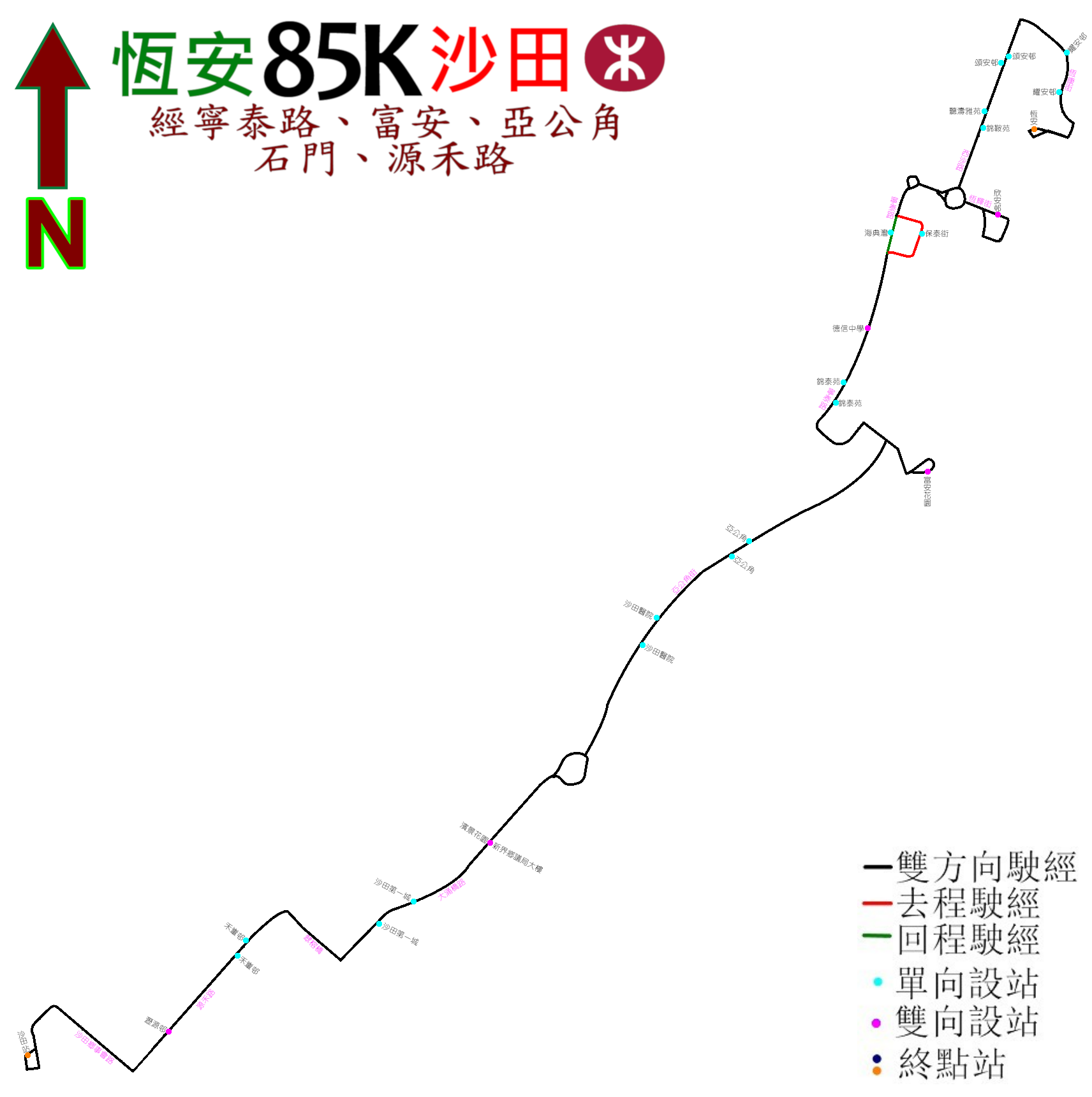
九巴85K線的走線圖

具體停站請參考資訊框